# George Earp

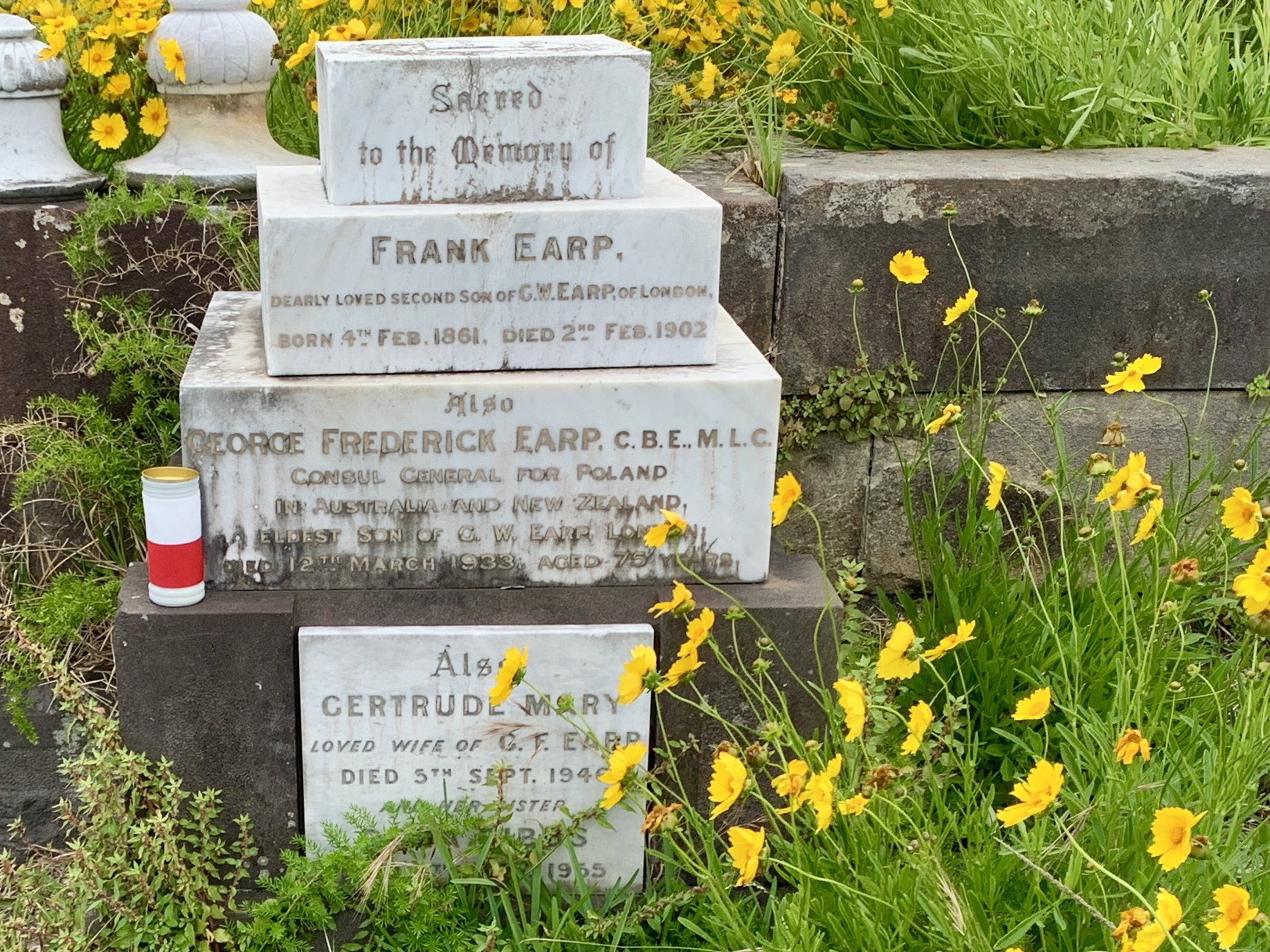
Grób George'a Earpa i jego rodziny (2024)

George Frederick Earp (ur. 24 stycznia 1858 w Nottingham, zm. 12 marca 1933 w Edgecliff) – brytyjsko-australijski polityk.

## Życiorys
Urodził się w rodzinie urzędnika kolejowego George'a Williama Earpa i Priscilli Martin. Uczęszczał do Derby Grammar School oraz Beaufort House w Londynie. W 1883 wyemigrował do Nowej Południowej Walii i osiedlił się w Newcastle. Pracował jako agent morski, następnie wraz ze swoimi braćmi był partnerem w firmie. W latach 1899–1900 został prezesem izby handlowej (Newcastle Chamber of Commerce). W 1900 Earp wszedł do składu Rady Ustawodawczej Nowej Południowej Walii z ramienia Nacjonalistycznej Partii Australii. W 1905 przeprowadził się do Sydney. Zaangażowany był we wspieranie sprawy polskiej podczas I wojny światowej. W 1919 został konsulem honorowym RP w Sydney. Po jego śmierci funkcję tę przejął Władysław Noskowski.
W 1893 wziął ślub z Gertrude Mary Saddington, z którą miał pięcioro dzieci (trzy córki i dwóch synów). Pochowany na cmentarzu Waverley w Sydney.

## Odznaczenia
- Krzyż Komandorski Orderu Imperium Brytyjskiego (1920)[3]
- Krzyż Kawalerski Orderu Odrodzenia Polski (1921)[3]